# Nephrotoma fuscapex
Nephrotoma fuscapex är en tvåvingeart som beskrevs av Edwards 1928. Nephrotoma fuscapex ingår i släktet Nephrotoma och familjen storharkrankar. Inga underarter finns listade i Catalogue of Life.